# Xanthorhoe lacustrata
Xanthorhoe lacustrata là một loài bướm đêm trong họ Geometridae.